# ان‌جی‌سی ۶۰۰
ان‌جی‌سی ۶۰۰ (انگلیسی: NGC 600) یک کهکشان در صورت فلکی نهنگ است. این کهکشان در ۱۰ سپتامبر ۱۷۸۵ توسط ویلیام هرشل کشف شد. قطر این کهکشان ۷۰۰۰۰ سال نوری است. همچنین تقریباً ۹۰ میلیون سال نوری از کهکشان راه شیری فاصله دارد.